# Прокоповка (Полтавская область)
Прокоповка (укр. Прокопівка) — село,
Решетиловский поселковый совет,
Решетиловский район,
Полтавская область,
Украина.
Код КОАТУУ — 5324255105. Население по переписи 2001 года составляло 73 человека.

## Географическое положение
Село Прокоповка находится на левом берегу реки Говтва,
выше по течению на расстоянии в 2,5 км расположено село Белокони,
ниже по течению на расстоянии в 1,5 км расположен пгт Решетиловка.
Рядом проходят автомобильные дороги М-03 и Т-1721.